# Alejandro Serrano (actor)
Alejandro Serrano es un actor español conocido por interpretar a Superlópez 10 años en la película Superlópezy el Club Houdini.                                                                     

## Biografía
Alejandro Serrano es un Actor que ha trabajado en producciones como Superlópez, El mejor verano de mi vida o The Girl in the Mirror.

## Filmografía

### Cine
| Año  | Título                     | Personaje          | Notas        | Referencias |
| ---- | -------------------------- | ------------------ | ------------ | ----------- |
| 2018 | El mejor verano de mi vida | Nico               | Protagonista | [ 1 ]       |
| 2018 | Superlópez                 | Superlópez 10 años | Protagonista | [ 2 ]       |
| 2023 | Verano en rojo             | Javi               |              | [ 3 ]       |

### Televisión
| Año       | Título              | Personaje    | Notas                          | Referencias |
| --------- | ------------------- | ------------ | ------------------------------ | ----------- |
| 2011      | Hospital Central    | Nicolás      | 1 episodio                     |             |
| 2016      | Centro médico       |              | 1 episodio                     |             |
| 2017-2019 | Club Houdini        | Andrés       | Protagonista; Serie de Disney+ |             |
| 2018      | El Continental      | Jesús        | 6 episodios                    |             |
| 2020      | Madres. Amor y vida | Salva García | 2 episodios                    |             |
| 2022      | Alma                | Álex         | Protagonista; Serie de Netflix |             |
| 2024      | Sueños de libertad  | Rafa         |                                |             |